# Strażnica KOP „Borszczówka”

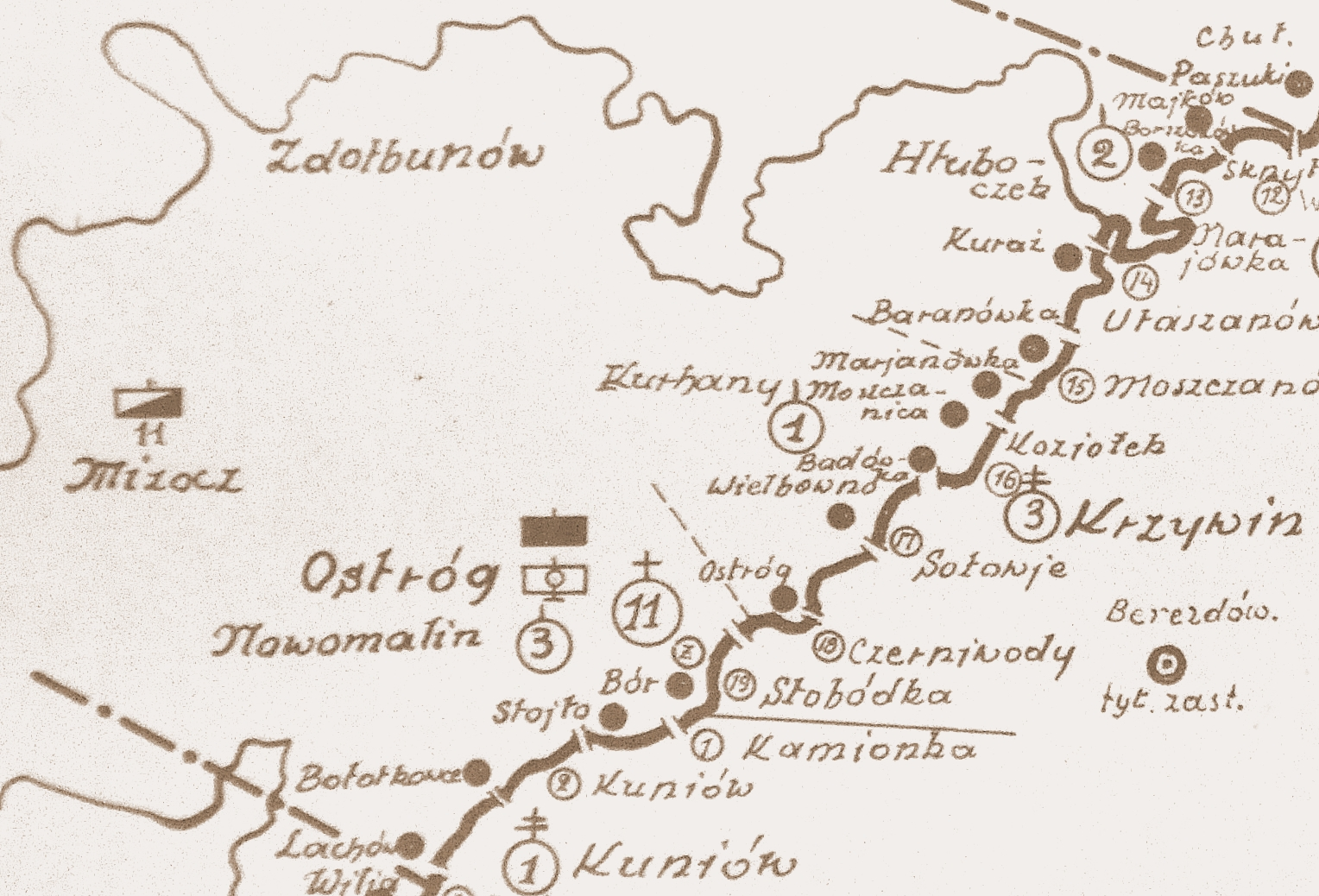
Rozmieszczenie batalionu KOP „Ostróg” w 1931

Strażnica KOP „Borszczówka” – zasadnicza jednostka organizacyjna Korpusu Ochrony Pogranicza pełniąca służbę ochronną na granicy polsko-sowieckiej.

## Formowanie i zmiany organizacyjne
W 1924, w składzie 1 Brygady Ochrony Pogranicza, został sformowany 11 batalion graniczny. W 1928 w skład batalionu wchodziło 13 strażnic, w tym 106 strażnica KOP „Borszczówka” . W latach 1928–1934 strażnica funkcjonowała w strukturze organizacyjnej 2 kompanii granicznej KOP „Hłuboczek” . W komunikacie dyslokacyjnym z 1938 nie występuje. Strażnica liczyła około 18 żołnierzy i rozmieszczona była przy linii granicznej z zadaniem bezpośredniej ochrony granicy państwowej.
W 1932 obsada strażnicy zakwaterowana była w budynku popolicyjnym.

## Służba graniczna
Podstawową jednostką taktyczną Korpusu Ochrony Pogranicza przeznaczoną do pełnienia służby ochronnej był batalion graniczny. Odcinek batalionu dzielił się na pododcinki kompanii, a te z kolei na pododcinki strażnic, które były „zasadniczymi jednostkami pełniącymi służbę ochronną”, w sile półplutonu. Służba ochronna pełniona była systemem zmiennym, polegającym na stałym patrolowaniu strefy nadgranicznej, wystawianiu posterunków alarmowych, obserwacyjnych i kontrolnych stałych, patrolowaniu i organizowaniu zasadzek w miejscach rozpoznanych jako niebezpieczne, kontrolowaniu dokumentów i zatrzymywaniu osób podejrzanych, a także utrzymywaniu ścisłej łączności między oddziałami i władzami administracyjnymi.
Strażnica KOP „Borszczówka” w 1932 ochraniała pododcinek granicy państwowej szerokości 13 kilometrów 823 metrów od słupa granicznego nr 1645 do 1675.
Sąsiednie strażnice:
- strażnica KOP „Majków” ⇔ strażnica KOP „Fryderland” – 1928[3], 1929[4]
- strażnica KOP „Majków” ⇔ strażnica KOP „Kuraż” – 1931[5] , 1932[6], 1934[7]